# Mostice
Mostice jsou malá vesnice, část obce Zahrádka v okrese Plzeň-sever v Plzeňském kraji. Nachází se asi 1,5 kilometru jihovýchodně od Zahrádky. Mostice jsou také název katastrálního území o rozloze 4,02 km².

## Historie
První písemná zmínka o vesnici pochází z roku 1379.

## Obyvatelstvo
| Rok            | 1869 | 1880 | 1890 | 1900 | 1910 | 1921 | 1930 | 1950 | 1961 | 1970 | 1980 | 1991 | 2001 | 2011 | 2021 |
| -------------- | ---- | ---- | ---- | ---- | ---- | ---- | ---- | ---- | ---- | ---- | ---- | ---- | ---- | ---- | ---- |
| Počet obyvatel | 90   | 85   | 78   | 80   | 78   | 83   | 87   | 49   | 44   | 37   | 30   | 28   | 22   | 27   | 29   |
| Počet domů     | 15   | 15   | 14   | 14   | 15   | 15   | 20   | 18   | 11   | 11   | 10   | 12   | 14   | 15   | 17   |

## Obecní správa
Při sčítání lidu v letech 1869–1962 Mostice byly samostatnou obcí, se kterým patřily nejprve do okresu Stříbro, ale v roce 1950 v okrese Plasy a později v okrese Plzeň-sever. Od 1. ledna 1963 do 30. června 1980 byly částí obce Zahrádka v okrese Plzeň-sever. Od 1. července 1980 do 31. prosince 1991 byly částí města Všeruby v okrese Plzeň-sever. Od 1. ledna 1992 je opět částí obce Zahrádka v okrese Plzeň-sever.

## Pamětihodnosti
- Kaplička